# Cantone di Le Quesnoy-Ovest
Il Cantone di Le Quesnoy-Ovest era una divisione amministrativa dell'arrondissement di Avesnes-sur-Helpe.
È stato soppresso a seguito della riforma complessiva dei cantoni del 2014, che è entrata in vigore con le elezioni dipartimentali del 2015.
Comprendeva parte della città di Le Quesnoy e i comuni di:
- Bry
- Eth
- Frasnoy
- Gommegnies
- Jenlain
- Maresches
- Orsinval
- Preux-au-Sart
- Sepmeries
- Villereau
- Villers-Pol
- Wargnies-le-Grand
- Wargnies-le-Petit